# دیک نانینگا
دیک نانینگا (هلندی: Dick Nanninga؛ ۱۷ ژانویهٔ ۱۹۴۹ – ۲۱ ژوئیهٔ ۲۰۱۵) یک بازیکن فوتبال اهل هلند بود.

## باشگاهی
از باشگاه‌هایی که در آن بازی کرده‌است می‌توان به باشگاه فوتبال رودا جی‌سی کرکراد و ام‌وی‌وی ماستریخت اشاره کرد.

## تیم ملی
وی همچنین سابقه بازی در تیم ملی فوتبال هلند را نیز داشت.